# Heterixalus rutenbergi
Heterixalus rutenbergi (Boettger, 1881) è una rana della famiglia Hyperoliidae, endemica del Madagascar.

## Descrizione
È una rana di taglia medio-piccola che può raggiungere i 25 mm di lunghezza.
Ha una livrea molto caratteristica che ne rende molto facile il riconoscimento: il dorso, di colore verde chiaro, è attraversato da cinque bande longitudinali biancastre, bordate da due righe marrone scuro. Bande con analoga colorazione si trovano anche sugli arti.

## Distribuzione e habitat
L'areale della specie si colloca nella zona degli altipiani del Madagascar centrale, da 1200 a 1500 m di altitudine.

## Biologia
I richiami di H. rutenbergi si differenziano nettamente da quelli delle altre specie di Heterixalus e sono caratterizzati da emissioni di una singola nota pulsata, che dura 350-400 ms, ripetuta ad intervalli di 3-5 secondi, ad una frequenza di 2,5-3 kHz.